# Susicena heringi
Susicena heringi är en fjärilsart som beskrevs av Clench 1955. Susicena heringi ingår i släktet Susicena och familjen snigelspinnare. Inga underarter finns listade i Catalogue of Life.